# (4870) Shcherbanʹ
(4870) Shcherbanʹ es un asteroide perteneciente al cinturón exterior de asteroides descubierto por Liudmila Vasílievna Zhuravliova desde el Observatorio Astrofísico de Crimea, en Naúchni, el 25 de octubre de 1989.

## Designación y nombre
Shcherbanʹ se designó inicialmente como 1989 UK8.
Posteriormente, en 1996, fue nombrado así en honor de Vladímir Shcherbán.

## Características orbitales
Shcherbanʹ está situado a una distancia media del Sol de 3,211 ua, pudiendo alejarse hasta 3,47 ua y acercarse hasta 2,952 ua. Tiene una excentricidad de 0,08059 y una inclinación orbital de 9,737 grados. Emplea en completar una órbita alrededor del Sol 2102 días.

## Características físicas
La magnitud absoluta de Shcherbanʹ es 11,6. Emplea 3,476 horas en completar una vuelta sobre su eje y tiene 25,29 km de diámetro. Se estima su albedo en 0,0834.